# Німецька окупація Бельгії (1940—1944)

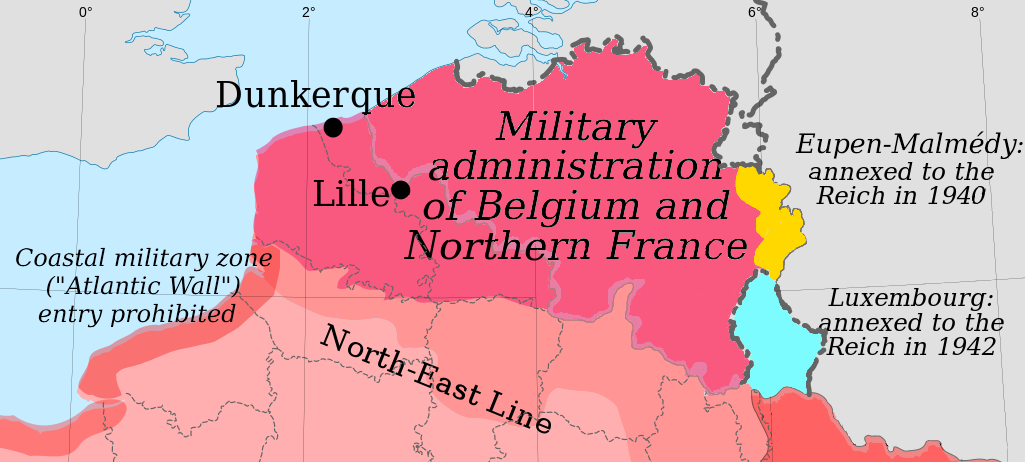
Карта німецької окупації Бельгії та Північної Франції (1940—1944)

Німе́цька окупа́ція Бе́льгії (1940—1944) (фр. Occupation allemande, нід. Duitse bezetting) — військова окупація гітлерівською Німеччиною території Королівства Бельгія у роки Другої світової війни. Почалася 28 травня 1940 року, коли бельгійська армія капітулювала перед німецькими військами, і тривала до визволення Бельгії західними союзниками з вересня 1944 року по лютий 1945 року. Це був другий раз менш ніж за тридцять років, коли Німеччина окупувала Бельгію.
Після успішного вторгнення німецьких військ до Бельгії була створена військовою адміністрацією Третього Рейху на території окупованої Бельгії та департаментів Північної Франції Нор та Па-де-Кале. Тисячі бельгійських солдатів були захоплені військовополоненими, і багато хто з них не був звільнений до 1945 року. Німецька адміністрація перебрала на себе повноваження щодо підтримання порядку, одночасно організовуючи вивезення сировини, матеріалів, продовольства, а також трудових ресурсів з бельгійської території у власних інтересах до Німеччини та інші окуповані землі. Їй допомагала бельгійська державна служба, яка вважала, що обмежене співробітництво з окупантами принесе найменшу шкоду бельгійським інтересам. Значно активніше співпрацювали з окупантами бельгійські фашистські партії як у Фландрії, так і у Валлонії, створені до війни; вони допомагали вербувати бельгійців до німецької армії і самі до кінця окупації мали більше влади. В Королівстві продукти харчування та паливо були жорстко нормовані, а всі офіційні новини піддавались суворій цензурі. Бельгійське цивільне населення, яке проживало поблизу важливих цілей, таких як залізничні вузли, перебувало під постійною загрозою авіаційних бомбардувань союзників.
З 1942 року режим окупації став більш репресивним. Єврейське населення почало зазнавати систематичних переслідувань і депортації до концтаборів. Незважаючи на енергійний протест, німці депортували бельгійських цивільних на роботу на заводи в Німеччині. Тим часом бельгійський Опір, що утворився ще наприкінці 1940 року, значно посилився.
З 1944 року СС і нацистська партія отримали набагато більший контроль над Бельгією, особливо після того, як у липні військовий уряд був замінений нацистською цивільною адміністрацією, райхскомісаріатом Бельгії і Північної Франції. 18 липня 1944 року окуповану територію було приєднано безпосередньо до Великої Німецької імперії як новостворені райхсгау Фландрія, Валлонія і Брюссель.

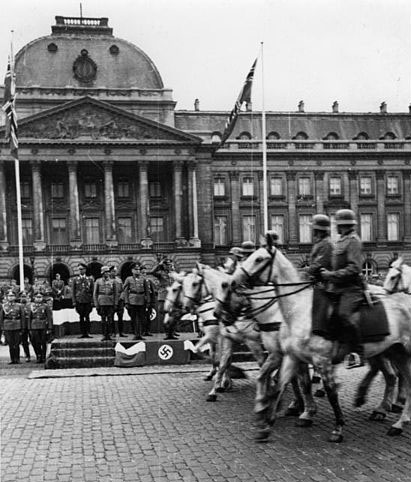
Парад військ вермахту перед Королівським палацом з нагоди перемоги у Бельгійській кампанії. Травень 1940

У вересні 1944 року війська союзників у ході загального стратегічного наступу на Західному фронті прорвалися до Бельгії і швидко просунулися по всій країні. У грудні ця територія була включена де-юре до складу Великонімецького рейху, хоча його колабораціоністські лідери вже перебували у вигнанні в Німеччині, а німецький контроль над регіоном практично не існував. Бельгія була оголошена повністю звільненою в лютому 1945 року. Загалом під час окупації було вбито 40 690 бельгійців, більше половини з яких є євреями, а довоєнний валовий внутрішній продукт (ВВП) країни зменшився на 8 %.

## Передумови
Основним напрямом бельгійської зовнішньої політики з моменту заснування Королівства у 1830 році було прагнення чітко додержуватися політики нейтралітету й виконувати зобов'язання покладені на нейтральну державу. «Вічний» нейтралітет Бельгії був визначений у 1831 році та закріплений 1839 року на Лондонській конференції Великими державами, які виступили гарантами нейтралітету народженої держави, а також проголосили себе захисниками цілісності та недоторканності території Бельгії.
Протягом десятиліть Бельгія успішно уникала участі у великих війнах та збройних конфліктах на континенті, таких як французько-прусська війна. Однак, це не врятувало Бельгію від масованого вторгнення імперської армії Німеччини; країна була майже повністю захоплена до зими того ж року. Бельгійський уряд вирушив у вигнання, в той час, як король Альберт I і бельгійська армія далі боролися на ділянці Західного фронту, так званому Ізерському фронті. Під час німецької окупації Бельгія поділялася на три окремі зони. Більшість країни утворювало так зване Генерал-губернаторство Бельгії, під керівництвом німецького генерала. Окупація спровокувала великий економічний колапс, масове безробіття, репресії, міграцію й голод серед мирного населення країни. Економіка Бельгії впродовж 4 років була практично зруйнована під владою окупантів.
Оскільки у міжвоєнний період у світі зросла політична напруженість, уряд Бельгії знову оголосив про свій намір зберігати нейтралітет у разі війни у Європі. Втім на фоні загрози з боку гітлерівської Німеччини, Бельгія вимушена вийшла з кількох міжнародних військових договорів, підписаних після закінчення Першої світової, її збройні сили були реорганізовані, акцент робився на оборонному характері майбутніх воєнних дій. Почалося будівництво оборонних споруд у східній частині країни. А коли німці у вересні 1939 року вторглися до Польщі, то Франція і Велика Британія оголосили війну Німеччини, а Бельгія провела мобілізацію, водночас зберігаючи свій статус нейтральної держави.

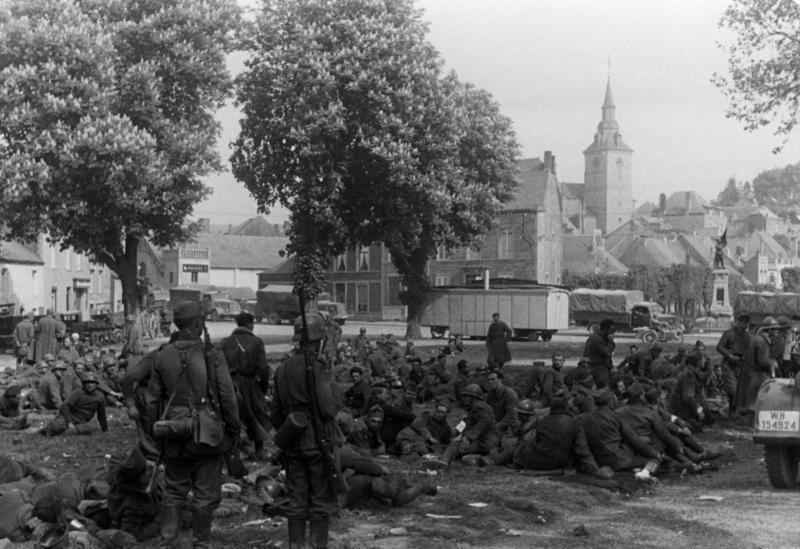
Бельгійські військовополонені біля Кувена під охороною німецьких вартових. 16 травня 1940

10 травня 1940 року німецькі війська без оголошення війни вторглися на територію Бельгії. До кінця 18-денної кампанії бельгійська армія була відкинута на північний захід країни, розгромлена в битві на Лісі та 28 травня остаточно капітулювала. Уряд втік до Франції, а потім на Британські острови, заснувавши уряд у вигнанні на чолі з прем'єр-міністром Юбером П'єрло, який оголосив про продовження боротьби з нацистською Німеччиною. Зокрема, члени уряду були відповідальні за створення озброєних формувань, відомих як Вільні бельгійські сили, що складалися з бельгійських та колоніальних військ та боролися у складі союзних сил.

## Управління окупованими територіями
Невдовзі після капітуляції бельгійської армії німецьке командування створило військову адміністрацію (нім. Militärverwaltung in Belgien und Nordfrankreich), яка здійснювала керівництво окупованою Бельгією та двома французькими департаментами Нор і Па-де-Кале з Брюсселем як адміністративним центром. Німеччина анексувала Ейпен-Мальмеді, німецькомовний регіон, який Бельгія здобула за результатами Версальського договору 1919 року. Військовий уряд очолив генерал вермахту Александр фон Фалькенгаузен, аристократ і кадровий офіцер. Німецька адміністрація мала у своєму розпорядженні дві військові частини: фельджандармерію («польова жандармерія», частина вермахту) та гестапо («Таємна державна поліція», частина СС). Відділ військового уряду, який займався цивільними справами (нім. Militärverwaltungsstab) під командуванням СС-групенфюрера Еггерта Реедера, відповідав за всі економічні, соціальні та політичні питання на окупованих землях.

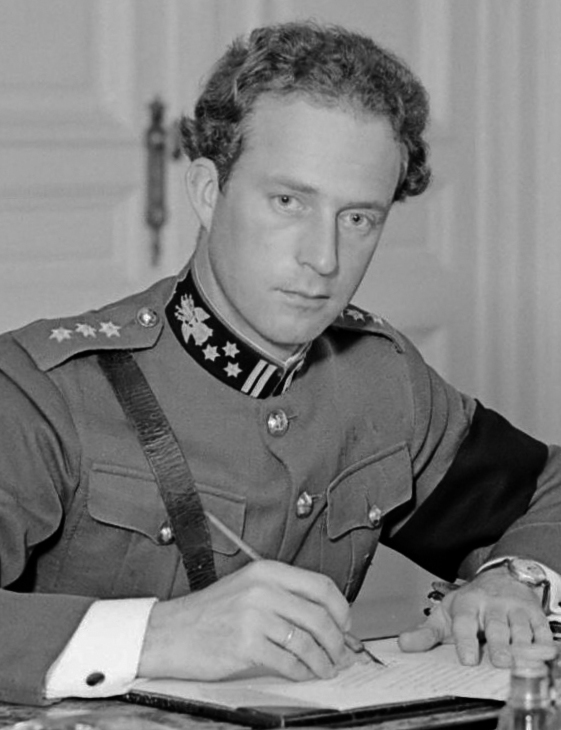
Король Бельгії Леопольд. 1934

Перед тим як залишити країну в 1940 році, бельгійський уряд створив групу вищих державних службовців, так званий «Комітет генеральних секретарів», щоб керувати територією за відсутності обраних міністрів. Німці зберегли Комітет під час окупації; він відповідав за виконання вимог військової адміністрації. Комітет сподівався зупинити залучення німців до повсякденного управління територією, що дозволить нації зберегти певну автономію. Комітет також сподівався, що зможе запобігти впровадженню більш радикальної німецької політики, як-от примусова праця та депортація. На практиці Комітет лише дозволив німцям реалізовувати свою політику ефективніше, ніж військовий уряд міг би зробити силою.
У липні 1944 року військову адміністрацію замінив цивільний уряд (нім. Zivilverwaltung), очолюваний обергрупенфюрером НСКК Йозефом Грое. Територія була поділена на Райхсгау (Фландрія, Валлонія і Брюссель), що значно збільшило владу нацистської партії та СС над окупованими землями. Проте до 1944 року німці дедалі все частіше були змушені делегувати повноваження з питань повсякденного управління територіями місцевим бельгійським цивільним властям і організаціям.

Бельгійський прем'єр-міністр Юбер П'єрло

### Леопольд III
Кронпринц Леопольд зійшов на престол у 1934 році, після трагічної загибелі батька, короля Альберта I, унаслідок нещасного випадку під час одного зі сходжень на гору поблизу Марш-Ле-Дам, справжнього героя своєї нації, який набув найбільшої відомості й популярності в Європі під час Першої світової війни. Відповідно до Конституції Бельгії монарх грав найважливішу роль у впровадженні політики держави, був головнокомандувачем збройних сил королівства і гарантом політичного та воєнного нейтралітету Бельгії.
28 травня 1940 року бельгійська армія на чолі з королем капітулювала. Подальші дії Леопольда III, який відмовився покинути країну, на думку членів уряду у вигнанні, порушували положення Конституції: міністри, посилаючись на приклад королеви Нідерландів Вільгельміни, рекомендували, а пізніше законодавчо наказували королеві втікати до Франції або Великої Британії, щоб сформувати й очолити рух Опору за визволення власної держави від окупантів. Відмова Леопольда III залишити Бельгію підірвала його політичний авторитет та викликала звинувачення в колабораціонізмі. Він був засуджений бельгійським прем'єр-міністром Юбером П'єрло та оголошений урядом у вигнанні «недієздатним для правління».

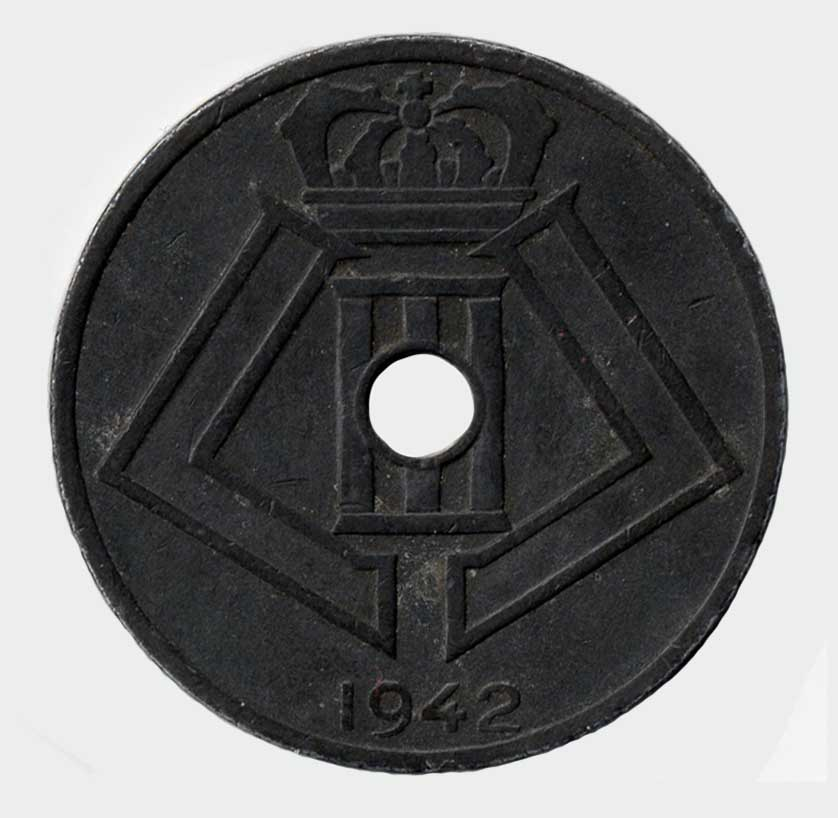
Бельгійська монета з монограмою Леопольда III за часів окупації. 1942

Діяльність короля та його роль у житті країни залишалися суперечливими протягом усього періоду окупації. З одного боку, монарх прагнув порозумітися з німецькою окупаційною владою, сподіваючись на те, що Бельгія продовжить своє існування як єдина, хоча й напівнезалежна держава у Європі з домінуванням нацистської Німеччини на континенті. Так, 19 листопада 1940 року Леопольд III особисто відвідав Гітлера в його резиденції в Баварських Альпах, Берггофі, щоб домогтися звільнення бельгійських військовополонених. Однак угоду не було досягнуто, і король повернувся до Бельгії. З іншого погляду, непослідовність і двоїстість дій короля доводила, що Леопольд, який до війни висловлював антисемітські погляди, скоріше співпрацював із нацистами, ніж захищав інтереси своєї держави.
До кінця війни король утримувався під домашнім арештом у палаці Лакен. У 1941 році, все ще перебуваючи в ув'язненні, Леопольд одружився з Ліліан Байльс, що остаточно зіпсувало його репутацію: шлюб був розцінений як «дискредитуючий претензії короля на статус мученика». Незважаючи на фактичне становище ув'язненого, Леопольд залишався видним політичним та громадським діячем, на бельгійських монетах і марках продовжували зображуватись портрет та монограма короля. Перебуваючи під арештом, 1942 року Леопольд III направив листа Гітлеру, результатом якого став «порятунок близько 500 000 бельгійських жінок та дітей від примусової роботи на військових заводах Німеччини». У січні 1944 року Леопольда депортували до Гіршштайна, де він залишався до капітуляції Третього Рейху. Втім, через суперечки щодо його поведінки під час війни Леопольд III, його дружина та діти не змогли повернутися до Бельгії і провели наступні шість років у вигнанні в Преньї-Шамбезі поблизу Женеви, Швейцарія. Регентство під керівництвом його брата принца Шарля було створено бельгійським законодавчим органом у 1944 році.
Формально під час ув'язнення Леопольд III залишався одним з лідерів правих рухів опору; пропаганда союзників зображувала його як мученика, що поділяє долю окупованої держави. Проте спроби урядовців у вигнанні переконати Леопольда офіційно перейти на бік антигітлерівської коаліції виявилися марними: монарх послідовно відмовлявся публічно не лише підтримувати союзників, а й засуджувати дії Німеччини на окупованих територіях. Після війни звинувачення в тому, що капітуляція Леопольда була актом колаборації, спровокували політичну кризу щодо того, чи зможе він повернутися на престол. Хоча в березні 1950 року більшість бельгійців проголосувала за повернення Леопольда до Бельгії як короля, його повернення в липні 1950 року викликало масові протести у Валлонії та загальний страйк 31 липня, під час якого поліція відкрила вогонь по демонстрантах, убивши чотирьох з них. Наступного дня Леопольд оголосив про свій намір зректися престолу на користь свого сина Бодуена, який 11 серпня 1950 року склав конституційну присягу в Об'єднаних палатах бельгійського парламенту як королівський принц. 16 липня 1951 року Леопольд офіційно зрікся престолу, і Бодуен зійшов на престол і наступного дня знову склав конституційну присягу.

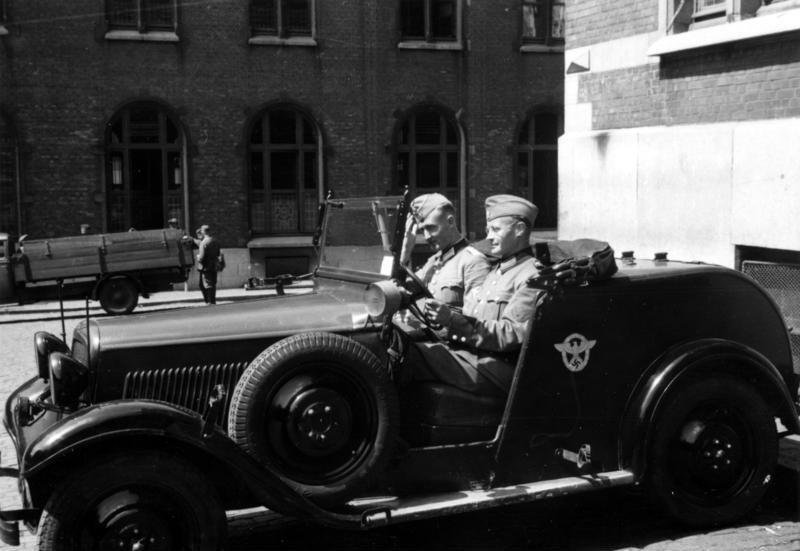
Німецький автомобільний патруль на вулицях бельгійського міста. 1940

## Життя в окупованій Бельгії
Рівень життя в окупованій Бельгії значно знизився у порівнянні з довоєнним. Заробітна плата стагнувала, а окупаційна влада втричі збільшила кількість грошей в обігу, що призвело до шаленої інфляції.
Окупаційна влада запровадила жорстку цензуру, німці визначали, які газети можна видавати і які новини вони можуть друкувати.. Продовжували друкуватися газети пронацистських політичних партій, а також так звані «викрадені» газети, такі як Le Soir або Het Laatste Nieuws, які видавалися пронімецькими групами без дозволу їх власників. Незважаючи на жорстку цензуру та пропагандистський контент, тираж цих газет залишався високим, як і продажі партійних газет, таких як Le Pays Réel і Volk en Staat. Багато цивільних слухали регулярні передачі з Великої Британії, так зване Radio Belgique, незважаючи на те, що з грудня 1940 року це було офіційно заборонено.
Більшість бельгійців продовжили під час окупації працювали за фахом, який мали до війни. Бельгійський карикатурист Ерже, чия робота з 1928 року сприяла популяризації коміксів у Європі, завершив три томи «Пригод Тентена під час окупації», які опубліковані в пронімецькій газеті Le Soir.
Перед війною уряд Бельгії запланував надзвичайну систему нормування продуктів продовольства, яка була запроваджена в день німецького вторгнення. Німецька окупаційна влада використовувала залежність Бельгії від імпорту продовольства як інструмент переговорів. Кількість їжі, дозволена бельгійським громадянам, становила приблизно дві третини від тієї, що дозволена для порівняння німецьким підданим, і була однією з найнижчих в окупованій Європі. У середньому дефіцит їжі призвів до втрати 5-7 кілограмів ваги на одного бельгійця лише в 1940 році.
Громадянин Бельгії мав право на 225 грамів хліба щодня і 250 грамів масла, 1 кілограм цукру, 1 кілограм м'яса та 15 кілограмів картоплі щомісяця. Пізніше під час війни навіть це було не завжди доступним, і багато мирних жителів вижили завдяки рибальству чи вирощуванню овочів на ділянках.
Через жорстке нормування виник чорний ринок продуктів харчування та інших споживчих товарів. Їжа на чорному ринку була надзвичайно дорогою. Ціни могли бути на 650 % вищими, ніж в офіційно працюючих магазинах, і постійно зростали під час війни. Завдяки отриманим прибуткам чорний ринок породив великі й добре організовані мережі. Крім того, незаконним перепродажем інтенсивно займалися німецькі тилові служби, що здійснювали, в основному, «поставки» військового продовольства на чорний ринок.
За часи окупаційного режиму німці стягували з бельгійців витрати через податки не лише на утримання власно військової влади, а також і компенсації на «витрати на зовнішню окупацію» (або «антибільшовицькі збори») для підтримки операцій на інших театрах Другої світової війни. Загалом Бельгія була змушена сплатити майже дві третини свого національного доходу, що дорівнює 5,7 мільярда райхсмарок (еквівалент 21 мільярда євро за цінами 2017 року) протягом окупації. Завдяки грабіжній фінансовій політиці гітлерівців вартість бельгійського франка була штучно обвалена, що ще більше збільшило розмір «антибільшовицького збору», а також зробило економічно вигідним експорт товарів з Німеччини до Бельгії.
Значні бельгійські золоті запаси, на яких була забезпечена «Бельга», в основному були перевезені до Великої Британії, Канади та США до німецького вторгнення. Водночас, до війни понад 198 тонн золотого запасу було довірено Банку Франції і відправлено до Дакара у Французькій Західній Африці. За пронімецького режиму Віші золото було захоплено німцями, які використовували його для закупівлі боєприпасів у нейтральних Швейцарії та Швеції.
У травні 1940 року, перед евакуацією до Франції, бельгійський уряд заснував економічний комітет під керівництвом Александра Галопіна (фр. Comité Galopin), уповноважений на управління економічною діяльністю країни. Галопін був директором Société Générale de Belgique, компанії, яка домінувала в бельгійській економіці та контролювала майже 40 % промислового виробництва країни. У період окупації комітет підтримував контакти як із німецькою адміністрацією, і з урядом у вигнанні.
Комітет у своїй діяльності керувався так званою «доктриною Галопіна». Ця політика передбачала, що бельгійські компанії продовжитимуть виробляти товари, необхідні для бельгійського населення (продукти харчування, товари народного споживання) під німецьким контролем, але відмовляться виробляти військову техніку та боєприпаси — все, що може бути використане у військових цілях Німеччини. Зі свого боку, німці у переговорах із бельгійцями змушували їх «зміщувати» межі забороненої відповідно до доктрини продукції: так, наприклад, було відновлено сталеливарне виробництво у східній Бельгії.
Політика, що проводиться Галопіном, стала спробою запобігти повторенню досвіду Першої світової війни, коли союзники заохочували бельгійських робітників пасивно чинити опір німцям, відмовляючись працювати, — економіка і промисловість Бельгії неминуче зазнали б краху. Натомість німці з початком окупації розпочали масові депортації бельгійських робітників та промислового обладнання на заводи Третього Рейху, що позитивно позначилося на німецькій економіці. Незважаючи на загальний характер опору нацистським окупантам, «доктрина Галопіна» багатьма дослідниками трактується як співпраця режиму. У період з 1941 по 1942 рік німецька влада почала примушувати бельгійських бізнесменів зробити вибір між виконанням базових принципів «Доктрині» (і у свою чергу з відмовою від виробництва військових матеріалів в інтересах Третього Рейху, часто ризикуючи життям) і обхід «Доктрини» і діяти як колабораціоніст.

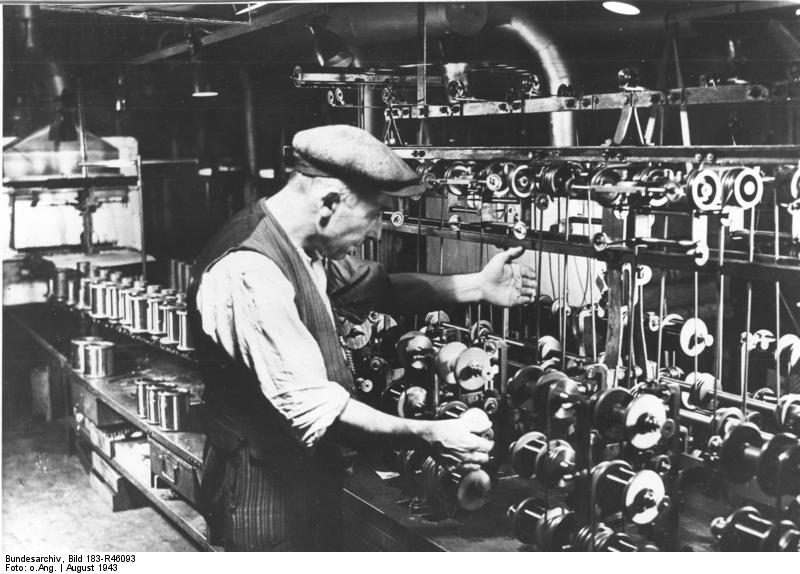
Бельгійський працівник на заводі Siemens у Берліні. Серпень 1943

До 1941 року бельгійські робітники мали право добровільно зголоситися працювати в Німеччині; майже 180 000 бельгійців зареєструвалися, сподіваючись на кращу заробітну плату та умови життя. Близько 3000 бельгійців приєдналися до організації Тодта і ще 4000 приєдналися до воєнізованого Націонал-соціалістичного механізованого корпусу, (нім. Nationalsozialistisches Kraftfahrkorps (NSKK). Однак цифри виявилися недостатніми. У жовтні 1942 року, попри протест «Комітету генеральних секретарів», розпочалася примусова депортація бельгійських робітників до Німеччини. На початку цього процесу бельгійські фірми були зобов'язані відбирати 10 відсотків своєї робочої сили, але з 1943 року робітників почали залучати до трудової депортації за віковими категоріями. 145 000 бельгійців були призвані в примусовому порядку та відправлені до Німеччини, більшість з яких працювали на ручній роботі в промисловості або сільському господарстві в інтересах німецького військово-промислового комплексу. Умови праці для примусових робітників у Німеччині були, як відомо, поганими. Робітникам платили мало і працювали багато годин, а ті, що проживали в німецьких містах, були особливо вразливі для бомбардувань союзників з повітря.
Після введення примусової депортації 200 000 бельгійських робітників, так званих рефрактерів (фр. réfractaires або нід. onderduikers) переховувались, ухиляючись від примусової депортації, перейшли на нелегальне становище. «Рефрактарам» часто допомагали підпільники Руху опору, зокрема Фронту незалежності, які забезпечували їжу та фальшиві папери для втікачів. Багато рефрактерів з часом поповнили групи руху опору, що значно збільшило їхню кількість з кінця 1942 року.

## Бельгійські військовополонені
Унаслідок поразки бельгійської армії в кампанії травня 1940 року близько 225 000 бельгійських солдатів (близько 30 відсотків від загальної кількості мобілізованих у 1940 році), які стали військовополоненими, були відправлені до таборів військовополонених у Німеччині. Більшість тих, кого запроторили в полон (145 000), були фламандцями, а 80 000 — валлонами. Більшість із них були резервістами, а не професійними солдатами регулярної армії, тому їхнє затримання створило великий дефіцит робочої сили в цивільних професіях.
У серпні 1940 року в рамках проведення расової політики «фламандізації» (нім. Flamenpolitik) німці почали репатріацію фламандських військовополонених. До лютого 1941 року було репатрійовано 105 833 фламандських солдати. Поступово з полону звільняли дедалі більше людей, але до 1945 року 67 000 бельгійських солдатів все ще перебували в полоні. Багато військовополонених були змушені працювати в каменоломнях або в сільському господарстві, а близько 2000 загинули в полоні з різних обставин.

## Репресії
У перший рік окупації німецька адміністрація проводила примирливу політику щодо бельгійського народу, щоб заручитися його підтримкою та співробітництвом. Частково така політика була пов'язана з невеликою активністю опору та через те, що вимоги, які німці пред'являли до бельгійського цивільного населення та підприємств, були відносно невеликими на фоні грандіозного військового тріумфу гітлерівського Рейху. Проте ще під час боїв у Бельгії сталися випадки масових вбивств бельгійського цивільного населення німецькими військами, зокрема різанина Вінкта, під час якої було вбито 86 мирних жителів.
З 1941 року режим став значно репресивнішим. Частково це було наслідком зростання вимог до німецької економіки через вторгнення до Радянського Союзу, а також рішення про проведення нацистської расової політики. З серпня 1941 року військовий уряд оголосив, що за кожного німця, вбитого Опором, буде страчено п'ять бельгійських цивільних заручників. Хоча німецьке верховне командування вермахту (OKB) рекомендувало співвідношення 50 цивільних осіб за кожного вбитого німецького солдата, фон Фалькенгаузен особисто визначив параметри цієї політики і постановив, що заручники вибираються з політичних в'язнів і злочинців, а не з випадкових цивільних осіб. Систематичне переслідування меншин (таких як євреї, роми та масони) почалося з 1942 року, а також було поєднане з набагато суворішими репресіями бельгійського політичного інакомислення.

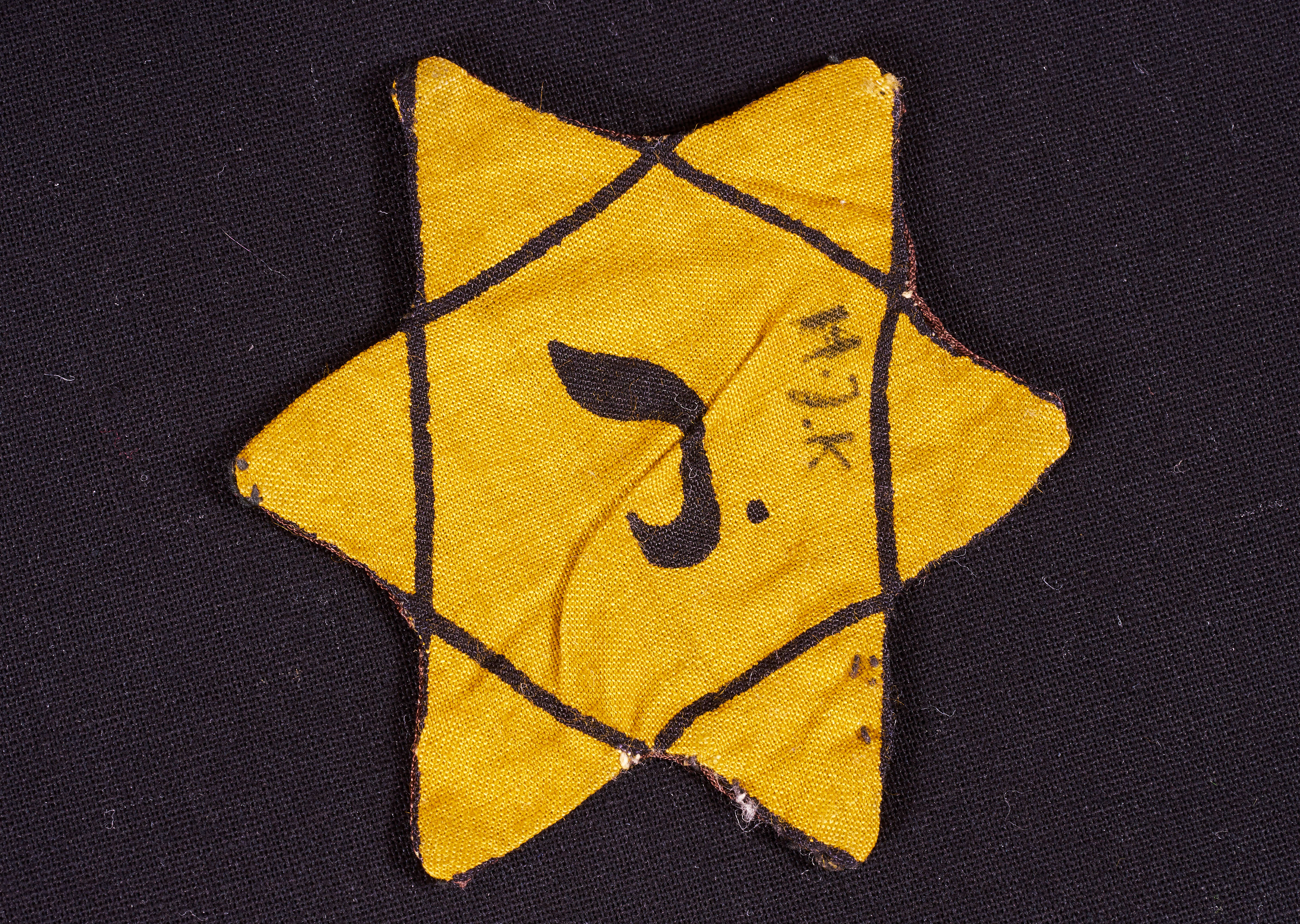
Жовта зірка Давіда, запроваджена нацистами в Бельгії

### Голокост у Бельгії
На початку війни населення Бельгії було переважно католиками. Євреї становили найбільше нехристиянське населення країни, налічуючи від 70 до 75 000 з 8 мільйонів населення. Більшість мешкала у великих містах Бельгії, таких як Антверпен і Брюссель. Переважна більшість являла собою нещодавніх іммігрантів до Бельгії, які рятувалися від переслідувань у Німеччині та Східній Європі, і, як наслідок, лише незначна меншість фактично мала бельгійське громадянство.

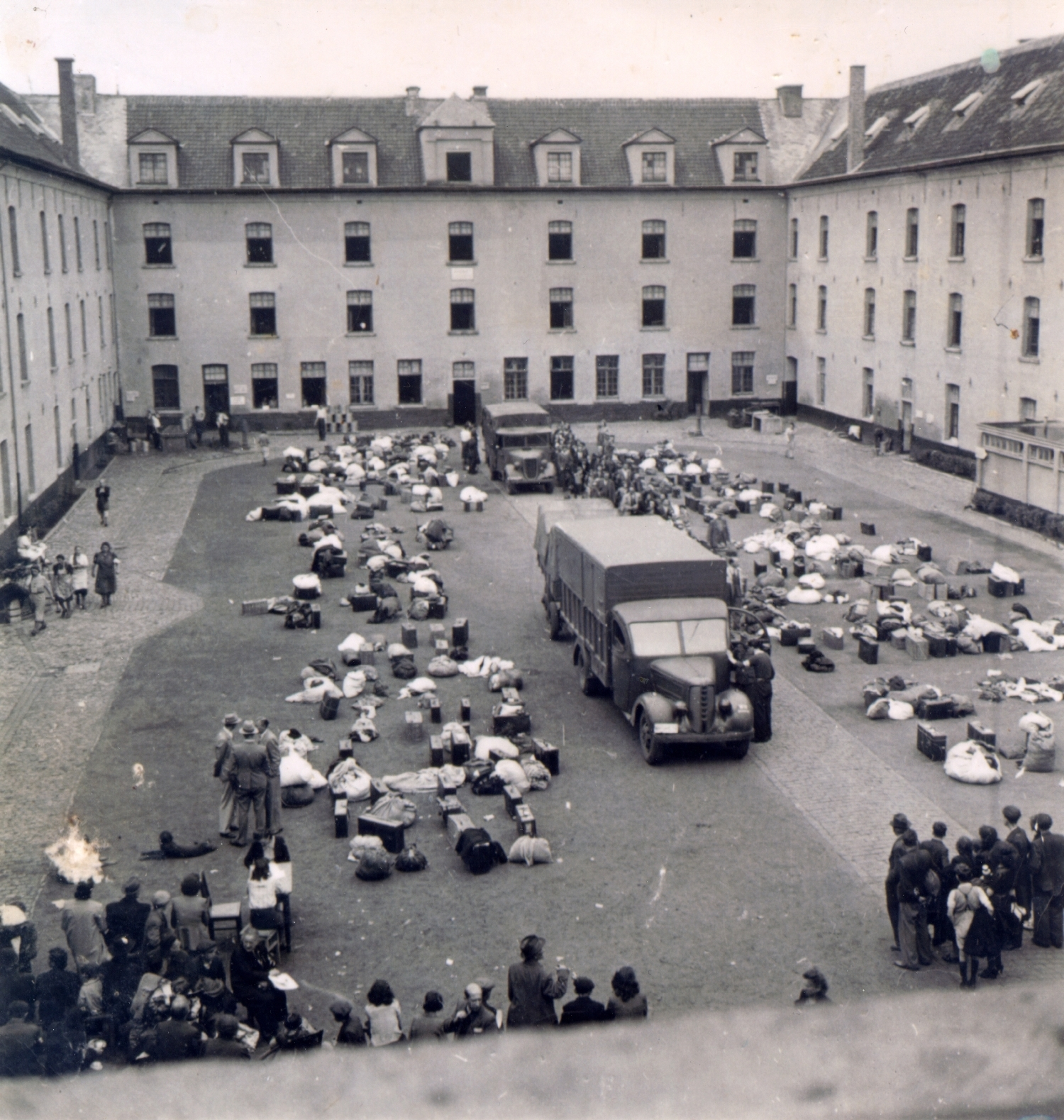
Транзитний табір Мехелен у Бельгії. 1942

У жовтні 1940 року, незабаром після окупації Бельгії, німецька військова адміністрація ухвалила низку антиєврейських законів (подібних до законів Віші про статус євреїв). Комітет генеральних секретарів із самого початку відмовлявся вживати будь-які антиєврейські закони чи порядки, тому військовий уряд, здавалося, не хотів ухвалювати подальші закони. Тоді німецький уряд почав захоплювати бізнес, що належав євреям, і витісняти євреїв з посад на державній службі. У квітні 1941 року без наказу німецької влади члени Algemeene-SS Vlaanderen та інші фламандські фашисти пограбували дві синагоги в Антверпені та спалили будинок головного рабина міста під час так званого «Антверпенського погрому». Німці також створили в Юденрат (фр. Association des Juifs en Belgique), в яку всі євреї повинні були вписатися.
1942 року у рамках «Остаточного розв'язання» посилилися переслідування бельгійських євреїв. З травня 1942 року євреїв примушували носити жовті значки «зірки Давида», щоб виділяти їх публічно. Використовуючи реєстри, складені AJB, німці почали депортувати євреїв до концтаборів, побудованих німцями в окупованій Польщі. Євреї, обрані зі списків, повинні були з'явитися до новоствореного транзитного табору Мехелен; потім їх поїздом депортували до концентраційних таборів Аушвіц і Берген-Бельзен. У період з серпня 1942 року по липень 1944 року з Бельгії було депортовано близько 25 000 євреїв і 350 ромів; понад 24 000 було вбито до того, як їхні табори були звільнені союзниками. Серед них був знаменитий художник Фелікс Нуссбаум.
З 1942 року із запровадженням значків «зірки Давида» серед населення Бельгії почав зростати спротив такому поводженню з євреями. До кінця окупації понад 40 % усіх євреїв у Бельгії переховувались; багато з них переховувалися не євреями, зокрема навіть католицькими священиками та черницями. Деяким надавав допомогу організований спротив, наприклад Комітет захисту прав (фр. Comité de Défense des Juifs, CDJ), який забезпечував їжу та безпечне житло. Багато євреїв, які переховувалися, приєдналися до збройного опору. Поводження нацистів з євреями засудив головний католицький священник Бельгії, кардинал Йозеф-Ернест ван Рой, який описав поводження з ними як «нелюдське». «Бельгійська партизанська армія» (фр. les Partisans armés) мала особливо велику єврейську секцію в Брюсселі. У квітні 1943 року члени CDJ напали на двадцятий залізничний конвой до Освенцима і вдалося врятувати багатьох пасажирів.

### Політичні переслідування
Завдяки нацистсько-радянському пакту, підписаному у 1939 році, на ранніх етапах окупації ставлення німецької влади до Бельгійської комуністичної партії було толерантне. Однак, одночасно з вторгненням на Радянський Союз у червні 1941 року, німці арештували велику кількість комуністів (ідентифікованих службою державної безпеки у поліцейських досьє, створених ще до війни) в операції під кодовою назвою «Літнє сонцестояння» (нім. Sommersonnenwende). У вересні 1942 року німці заарештували понад 400 робітників, які, як вони боялися, планували масштабний страйк.
Багато впливових і видних політиків, які виступали проти нацизму перед війною, були заарештовані та депортовані до концтаборів Німеччини та окупованої німцями Польщі в рамках проєкту «Nacht und Nebel» (буквально «Ніч і туман»). Серед них був 71-річний Поль-Еміль Жансон, який обіймав посаду прем'єр-міністра між 1937 та 1938 роками. Він був заарештований у своєму будинку в Бельгії в 1943 році і депортований до концтабору Бухенвальд, де помер у 1944 році. Багато полонених учасників опору також були запроторені до концтаборів. Альбер Геріс (один із провідних членів лінії втечі «Пет») був ув'язнений у Дахау і деякий час обіймав посаду президента «Міжнародного комітету в'язнів» табору після його звільнення американською армією.
У 1940 році німецька армія реквізувала колишній форт бельгійської армії форт Бріндонк і перетворила його на табір для в'язнів Ангальтелагер. Спочатку табір використовувався для ув'язнення євреїв, але з 1941 р. більшість утримуваних у Бріндонку були політичними в'язнями або полоненими учасниками Руху опору. Незважаючи на те, що табір був досить малим, від став сумно відомий своїми поганими умовами утримання заарештованих та високим рівнем смертності. Тут також відбувалися страти заручників у безпідставному порядку як відплата за дії підпільників. Примітно, що Брендонк в основному охороняли фламандські колаборанти — співробітники Vlaamse SD-wacht — а не німецькі солдати. Ув'язнених часто катував, а також нацьковував на них свого собаку комендант табору, в'язнів змушували вручну переносити тонни землі навколо форту. Багатьох стратили і ще більше загинули внаслідок умов у таборі. З листопада 1942 року по квітень 1943 року з 3500 осіб, ув'язнених у Бріндонку, близько 300 людей було вбито в самому таборі, принаймні 84 померли внаслідок позбавлення або тортур.

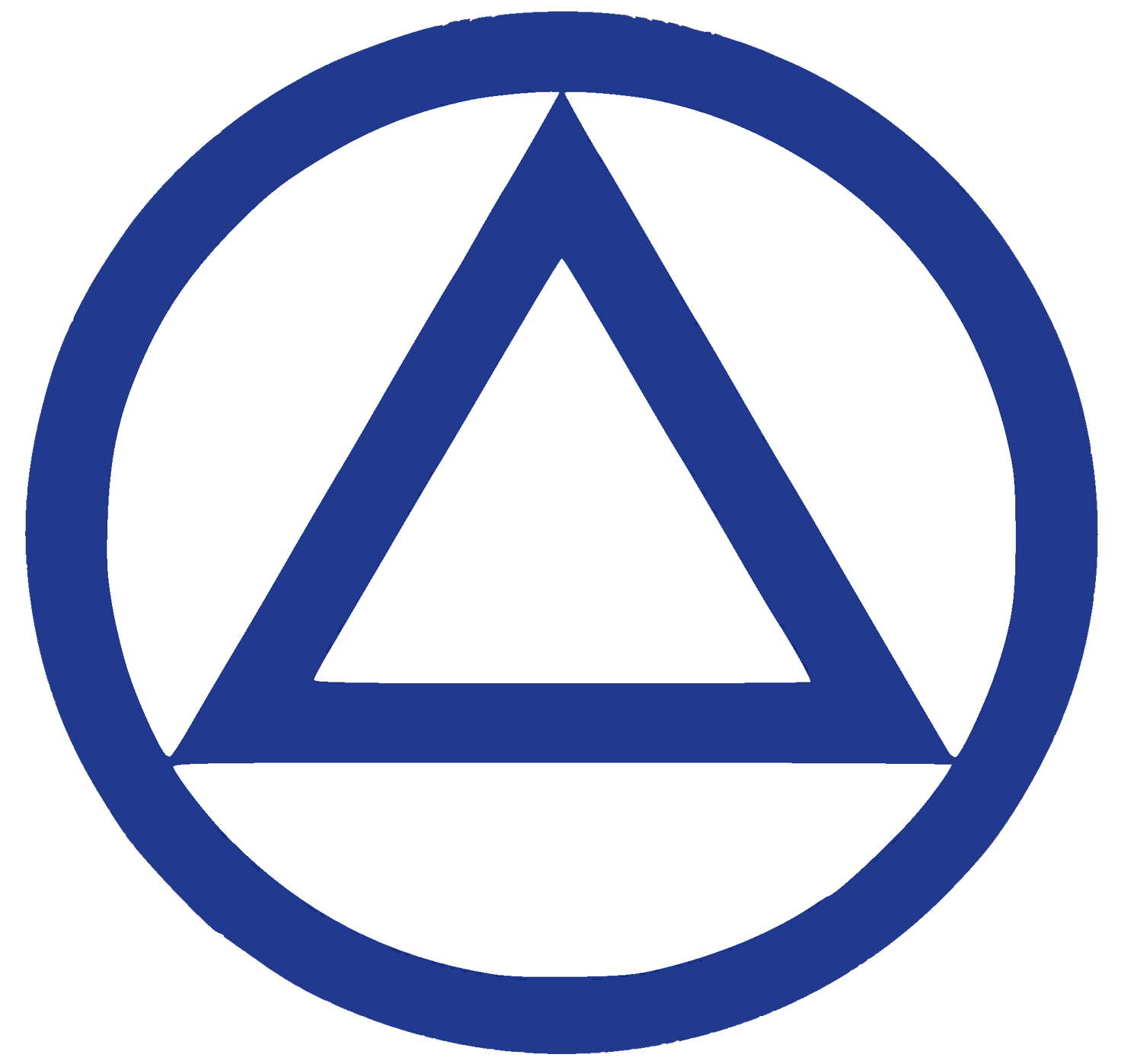
Vlaamsch Nationaal Verbond
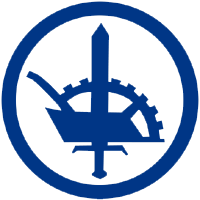
Verdinaso
Бельгійська фашистська рексистська партія

## Колабораціонізм з нацистами
Як у Фландрії, так і у Валлонії ще з 1930-х років існували праві фашистські партії, часто з власними газетами та воєнізованими організаціями. До війни всі підтримували бельгійську політику нейтралітету, але після початку окупації почали активно співпрацювати з німцями. Через різне ідеологічне походження вони часто розходилися з нацистами з різних ідеологічних міркувань, на кшталт ролі католицизму чи статусу Фландрії. Незважаючи на те, що німці надавали їм більше свободи, ніж іншим політичним рухам та течіям, німці не повністю довіряли цим організаціям і навіть до кінця 1941 року визначили їх як потенційну «загрозу державній безпеці».
Після війни 53 000 бельгійських громадян (0,6 % населення) були визнані винними у співпраці з окупаційною владою, що є єдиною оцінкою кількості бельгійців, які в той чи інший спосіб допомагали нацистам. Близько 15 000 бельгійців служили у двох окремих дивізіях Ваффен-СС, сформованих за лінгвістичними ознаками. Зокрема, багато бельгійців співпрацювали з окупантами через глибокі переконання і внаслідок стійкої ворожості до комунізму, особливо після вторгнення до СРСР у 1941 році.
До 1944 року в міру погіршення ситуації бельгійські колабораціоністські групи почали відчувати себе дедалі більше покинутими німецьким урядом. Через наростання кількості атак і нападів бійців Руху опору на них колабораціоністські партії ставали жорсткішими й розпочали репресії проти мирного населення, зокрема різанина в Курселі в серпні 1944 року.

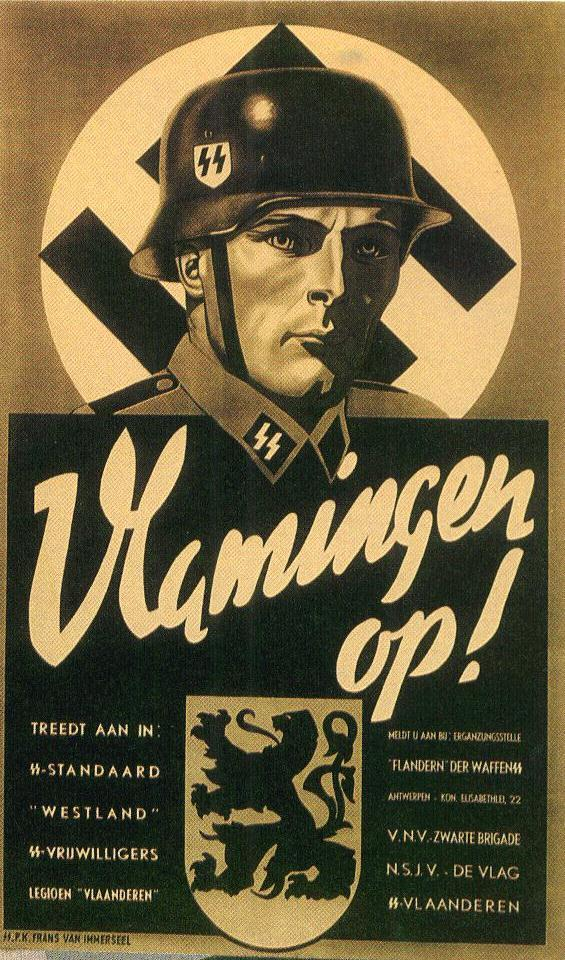
Пропагандиський плакат Фламандського легіону СС

### У Фландрії
До війни у Фландрії існувало декілька фашистських рухів. Дві основні довоєнні партії фламандського руху, «Фламандський національний союз» (нід. Vlaams Nationaal Verbond, VNV) і «Вердінасо» (нід. Verdinaso), закликали до створення незалежної авторитарної Фландрії або «Dietse Staat», що охоплює як Фландрію, так і Нідерланди. Незабаром після окупації VNV вирішив співпрацювати з німцями і незабаром став найбільшою групою у Фландрії, отримавши багато членів після розпаду «Вердінасо» в 1941 році і після злиття з фламандським крилом загальнонаціональної фашистської рексистської партії. Також існувала організація Duits-Vlaamse Arbeidsgemeenschap («німецько-фламандська робоча спільнота», відома під абревіатурою DeVlag), яка виступала за антиклерикалізм у нацистському стилі та включення Фландрії до складу самої Німеччини.
Під час окупації у роки Першої світової війни німці віддавали перевагу фламандському регіону Королівства в рамках так званої «фламандизації» (нім. Flamenpolitik), підтримуючи фламандські культурні та політичні рухи. Ця політика була продовжена у Другій світовій війні, оскільки військова адміністрація заохочувала партії фламандського руху, особливо VNV, і просувала фламандських націоналістів, таких як Віктор Лееманс, на важливі адміністративні посади на окупованій території. У свою чергу, VNV відігравав важливу роль у наборі людей для нового «Фламандського легіону», піхотного формування вермахту, сформованого в липні 1941 року після вторгнення в СРСР. У 1943 році легіон був включений до Ваффен-СС як 27-ма дивізія СС «Лангемарк», незважаючи на протести керівництва партії. Фламандське формування билося на Східному фронті, де зазнало 10 % втрати в особовому складі. Німці також заохочували створення незалежних фламандських воєнізованих організацій, таких як Vlaamse Wacht («Фламандська гвардія»), заснована в травні 1941 року, яка, як вони сподівалися, зрештою зможе діяти як гарнізон у регіоні, звільняючи німецькі війська від виконання окупаційних функцій для їхньої подальшої відправки на фронт.

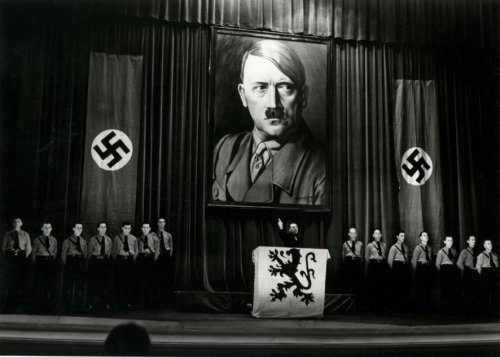
З'їзд Фламандського національного союзу під керівництвом Варда Германса (Гент, 1941 рік)

З 1942 року домінування VNV дедалі більше піддавалося сумніву більш радикальним DeVlag, який мав підтримку СС та нацистської партії. DeVlag був тісно пов'язаний з воєнізованим збройним формуванням Algemeene-SS Vlaanderen, яке дислокувалося в самій Бельгії і брало участь у так званому погромі в Антверпені 1941 року.

### У Валлонії
Хоча ідеологія Рексистської партії була як фашистською, так і антисемітською, до війни її політична платформа більше перекликалася та мала тісніші зв'язки з Національною фашистською партією Беніто Муссоліні, ніж з нацистською партією Адольфа Гітлера. Газету Рекса Le Pays Réel, яка часто критикувала нацистський антиклерикалізм, у 1930-х роках навіть заборонили до розповсюдження в Німеччині. Після німецького вторгнення, однак, Рекси швидко погодилися на окупацію і стали головною колабораціоністською силою у Валлонії.
У результаті проведення політики «фламандизації» Рекс не отримали такого ж статусу, як фламандські фашисти. Тим не менш, їм було дозволено перевидавати свою газету, а також відновити та розширити своє воєнізоване крило, Formations de Combat, яке було заборонено до війни. У квітні 1943 року Рекс оголосив себе частиною СС. Бойовики Formations de Combat були відповідальними за численні напади на євреїв, а з 1944 року вони також брали участь у свавільних репресіях проти мирного населення на знак помсти за напади з боку бельгійського опору. Так, у 1944 р. воєнізовані формування рексистів вбили 20 мирних жителів у селі Курсель у помсту за вбивство політика-рексиста учасниками опору.
Леон Дегрель, засновник і лідер партії Rex, запропонував сформувати у складі вермахту «Валлонський легіон», але спочатку його прохання було відхилено німецьким керівництвом, яке поставили під сумнів доцільність цієї ініціативи. Однак, вже у липні 1941 року, з початком повномасштабної війни на Сході, Дегрель поступив на службу до німців. У рамках «фламандизації» німці відмовилися від пропозиції Дегреля створити «Бельгійський легіон», вважаючи за краще підтримати створення окремих формувань, сформованих за мовними ознаками. Після короткого періоду боїв стало зрозуміло, що Валлонський легіон потерпав від недостатнього рівня бойової підготовки. Він був реформований і відправлений на Східний фронт, а в 1943 році увійшов до складу Ваффен-СС (як бригада СС «Валлонія»). Під час боїв у Черкаському мішку бригада була майже повністю знищена, а командир, СС-штурмбанфюрер Люсьєн Ліппер, був убитий під час прориву біля села Нова Буда. Щоб поповнити чисельність військового формування, а також через брак бельгійських добровольців, його почали комплектувати за рахунок французьких та іспанських добровольців.

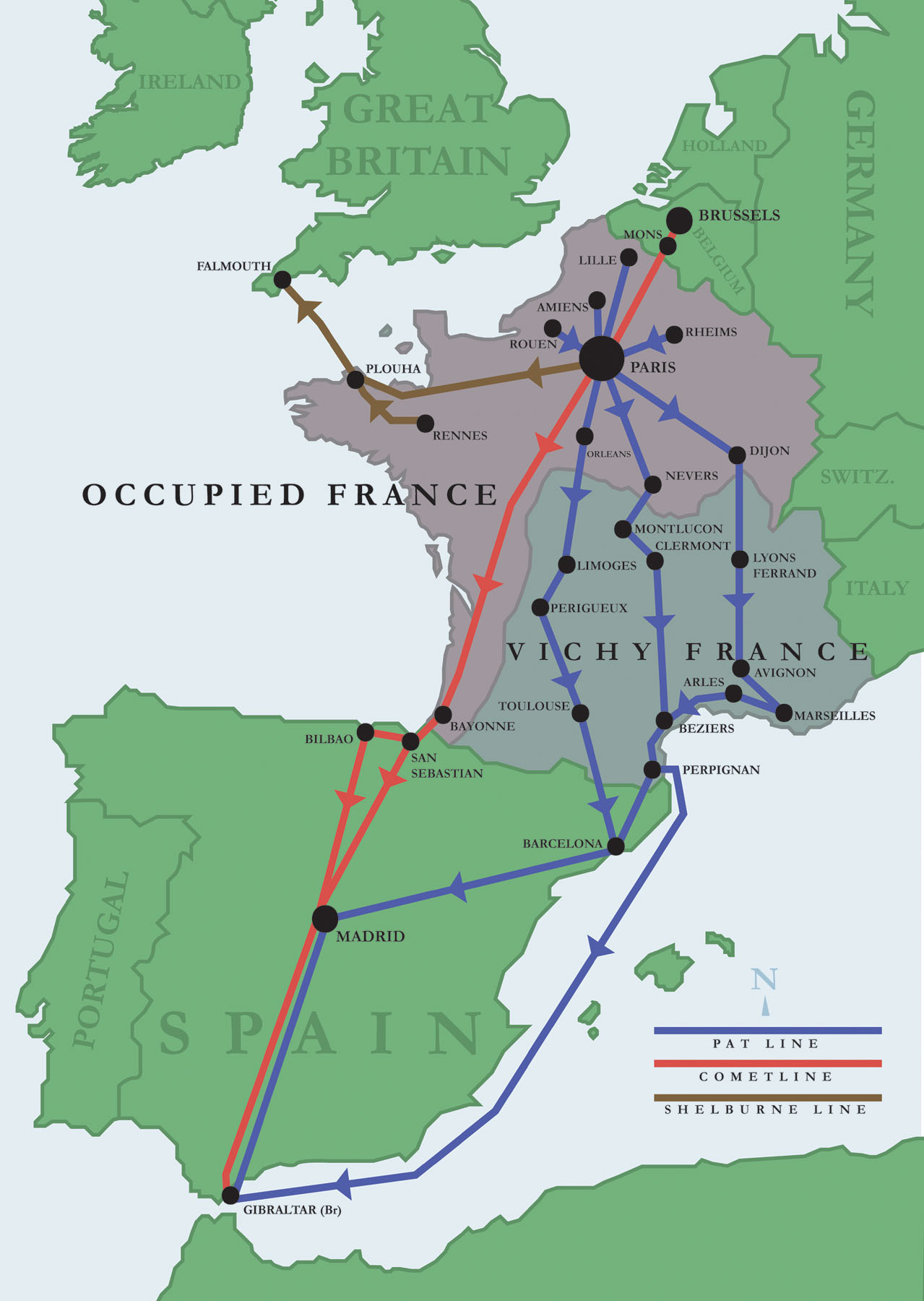
Шляхи евакуації збитих льотчиків союзної авіації з Бельгії та Франції

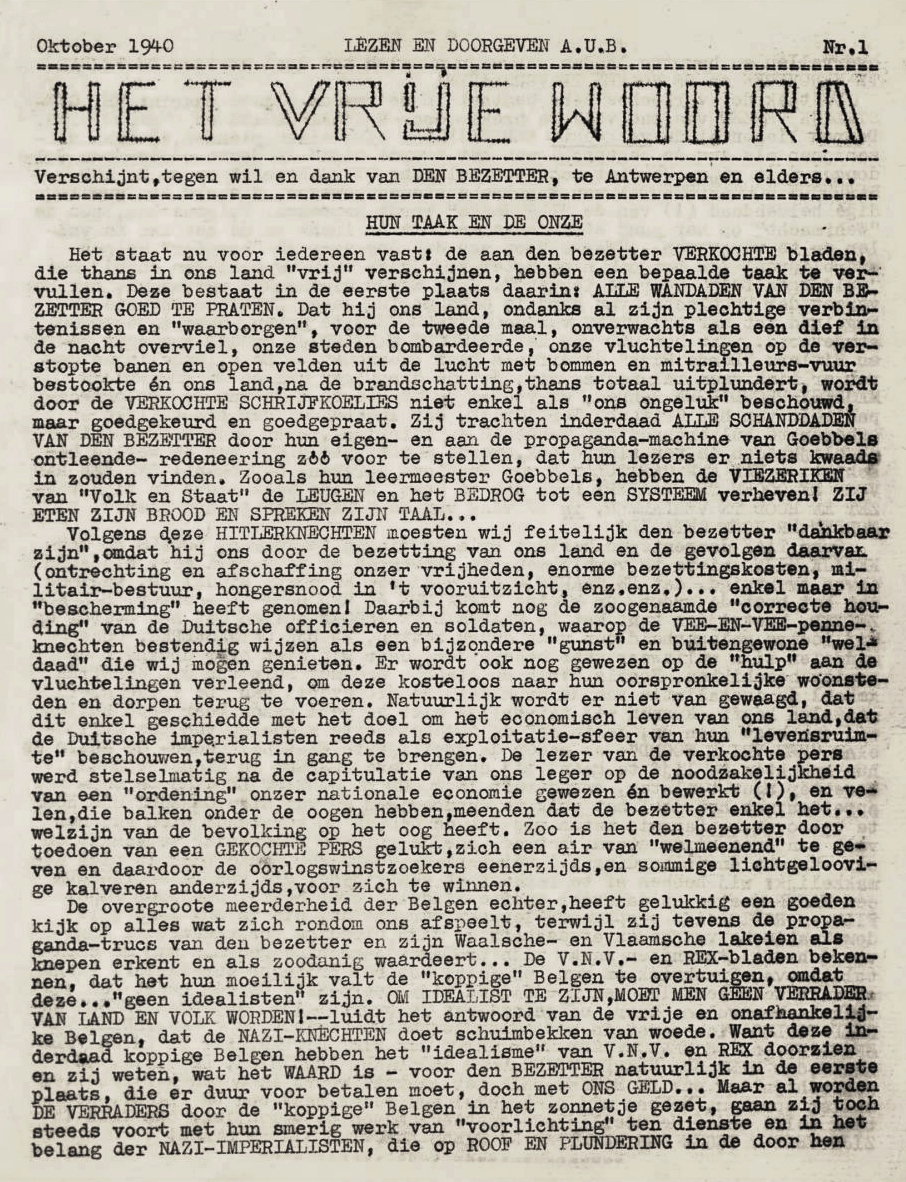
Газетний листок Het Vrije Woord («Вільне слово») підпільного видання, що видавався в Бельгії Рухом опору

## Рух опору
Опір бельгійців німецьким окупантам почався взимку 1940 року, після поразки Німеччини в битві за Британію, що дала зрозуміти, що війна для союзників ще не програна. Залучення до нелегальної діяльності спротиву було рішенням меншості бельгійців (приблизно п'ять відсотків населення), але набагато більше було залучено до пасивного опору. У разі захоплення учасникам Руху опору загрожували тортури та страта, і близько 17 000 учасників спротиву було вбито під час окупації.
Найбільш помітною формою пасивного опору жителів Королівства були страйки, які частіше за все відбувалися в символічні дати, такі як 10 травня (річниця німецького вторгнення), 21 липня (Національний день) і 11 листопада (річниця капітуляції Німеччини в Першій світовій війні). Наймасштабнішим був «страйк 100 000», який спалахнув 10 травня 1941 року на сталеливарному заводі Кокеріль-Самбр у Серені. Новини про страйк швидко поширювалися, і незабаром щонайменше 70 000 робітників страйкували по всій провінції Льєж. Німці підвищили зарплату робітникам на 8 %, і страйк швидко закінчився. В подальшому великомасштабні акції німці намагалися швидко придушити, хоча наступні важливі страйки сталися в листопаді 1942 і лютому 1943 року. Пасивний опір, однак, міг також мати форми набагато більш незначних дій, так серед пасажирів брюссельських трамваїв виник звичай поступатися своїми місцями євреям; це вважалося протизаконним, але подібні вчинки підривали нав'язаний німецькою владою громадський порядок.
Активний опір у Бельгії мав форму саботування робіт на залізниці та шляхах сполучення, а також переховування євреїв і збитих пілотів союзних літаків. Опір створив велику кількість нелегальних газет як французькою, так і голландською мовами, які розповсюджувалися серед громадськості, щоб повідомляти новини про війну, яких не було в офіційно затверджених, підданих цензурі газетах. Деякі подібні видання досягли значного успіху, наприклад, La Libre Belgique, наклад якої досяг 70 000. Напади на німецьких солдатів були порівняно рідкісними, оскільки німецька адміністрація застосовувала практику страти щонайменше п'яти бельгійських заручників за кожного вбитого німецького солдата. Під великим особистим ризиком бельгійські цивільні також переховували велику кількість євреїв та політичних інакомислячих, за якими полювали німці.
Бельгійські групи, такі як «лінія Комети» (фр. Réseau Comète), спеціалізувалися на допомозі союзним льотчикам, збитим німцями, уникнути захоплення в полон. Вони прихистили льотчиків і, з великим ризиком для себе, супроводжували їх через окуповану Францію до нейтральної Іспанії, звідки їх можна було перевезти назад до Великої Британії.
Опір ніколи не був єдиною групою; виникли численні групи, розділені за політичною приналежністю, географією чи спеціалізацією. Небезпека проникнення, яку становили німецькі інформатори, означала, що деякі групи були надзвичайно малими та локалізованими, і хоча загальнонаціональні групи все ж існували, вони були розділені за політичними та ідеологічними ознаками. Вони варіювалися від крайніх лівих, таких як Communist Partisans Armés або Соціалістичний фронт незалежності, до ультраправих, таких як монархічний рух National Royaliste і Legion Belge, які були створені членами фашистського руху довоєнного періоду Légion Nationale. Деякі, такі як Groupe G, не мали явної політичної приналежності, але спеціалізувалися на окремих видах діяльності опору і набиралися лише з дуже специфічних груп населення окупованих територій.

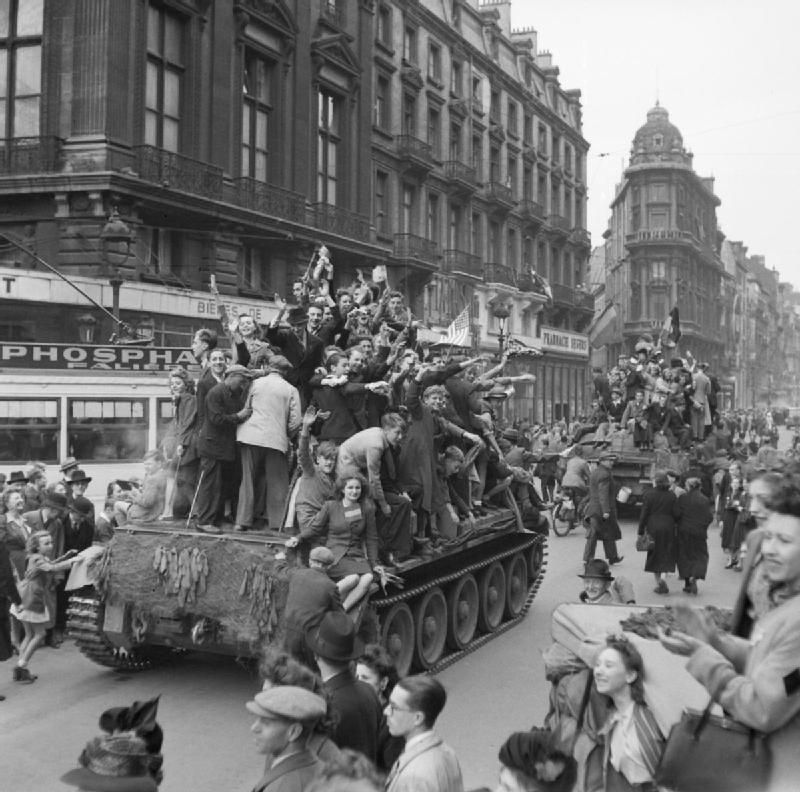
Британські війська входять у визволений Брюссель. 4 вересня 1944

## Визволення Бельгії
У червні 1944 року західні союзники висадилися в Нормандії на півночі Франції, приблизно за 400 кілометрів на захід від французько-бельгійського кордону. Після запеклих боїв у районах навколо місць висадки союзники прорвали німецькі лінії і почали просування до Парижа, а потім і до бельгійського кордону. До серпня основна частина німецької армії в Північній Франції (за винятком гарнізонів укріплених міст-фортець, таких як Дюнкерк) стрімко відступила на схід. Коли союзники наближалися до кордону, закодовані повідомлення, які транслювало Бельгійське радіо, заохочували повстанців та підпільників активізуватися. 28 серпня голова німецької цивільної адміністрації Йозеф Грое віддав наказ про загальний відступ з країни, а 1 вересня перші частини союзників (серед них загін бельгійської Спеціальної повітряної служби) перетнули бельгійський кордон.
До 4 вересня Брюссель був у руках союзників. 8 вересня бельгійський уряд у вигнанні повернувся до країни і почав відбудову бельгійської держави та армії. Брат Леопольда III, Карл, був призначений принцом-регентом, до того, як буде прийнято рішення про те, чи зможе король повернутися до своїх обов'язків. Коли німецька армія перегрупувалась та закріпилася на визначених рубежах оборони, а лінії постачання союзників розтягнулися, лінія фронту стабілізувалася вздовж східного кордону Бельгії. Райони на південному сході країни залишалися в руках німців і взимку 1944 року були ненадовго відвойовані під час німецького наступу в Арденнах. Це незначною мірою затримало повне звільнення країни, і 4 лютого 1945 року було визволене останнє невелике село Кревінкель, вся країна була в руках союзників.
Загалом під час окупації було вбито 40 690 бельгійців, більше половини з яких були євреями. Близько 8 % довоєнного ВВП країни було знищено або вивезено до Німеччини.